# 梅尼勒拉奥尔涅
梅尼勒拉奥尔涅（法語：Ménil-la-Horgne，法語發音：[menil la ɔʁɲ]）是法国默兹省的一个市镇，属于科梅尔西区。

## 地理
梅尼勒拉奥尔涅（48°42'12"N, 5°31'42"E）面积16.56 平方千米，位于法国大東部大區默兹省，该省份为法国西北部内陆省份，北与比利时接壤，西接马恩省和阿登省，南至上马恩省和孚日省，东临默尔特-摩泽尔省。
与梅尼勒拉奥尔涅接壤的市镇（或旧市镇、城区）包括：科梅尔西、拉讷维尔欧吕、大梅利尼、奈沃昂布卢瓦、索尔沃、瓦-瓦孔。

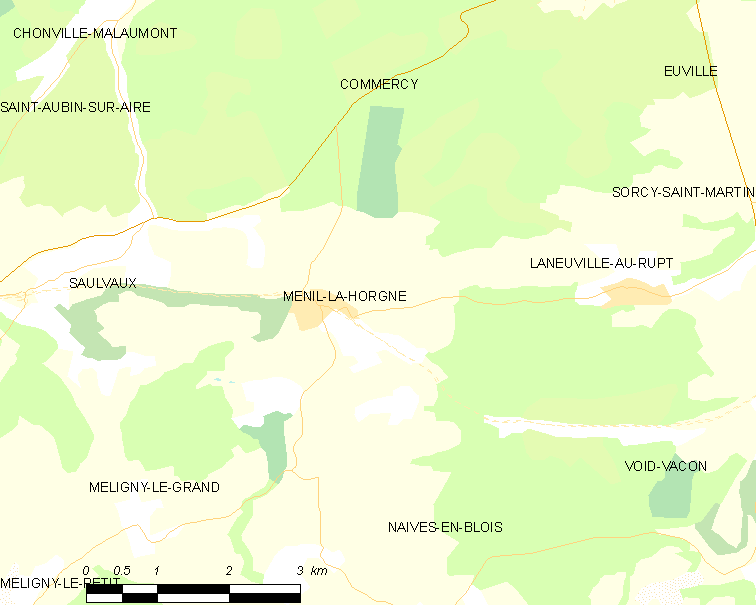
梅尼勒拉奥尔涅的OSM定位图

梅尼勒拉奥尔涅的时区为UTC+01:00、UTC+02:00（夏令时）。

## 行政
梅尼勒拉奥尔涅的邮政编码为55190，INSEE市镇编码为55334。

## 政治
梅尼勒拉奥尔涅所属的省级选区为沃库勒尔县。

## 人口

1962-2008年间梅尼勒拉奥尔涅人口变化图示

梅尼勒拉奥尔涅于2022年1月1日时的人口数量为175人。